# Hidrops žučnjaka
Hidrops žučnjaka (lat Hydrops vesicae fellae) nastaje kada se začepi vod žučnog mjehura (lat.ductus cysticus) i u tom slučaju žuč iz jetre ne ulazi u žučni mjehur. Žuč i dalje luči vodu i minerale koji se nakupljaju u lumenu žučnjaka a žučne boje (bilirubin) se resorbiraju iz lumena. Na taj se način žučnjak napuni bistrom tekućinom koja napinje stijenke mjehura.
Ako se unutar žučnjaka nalaze bakterije tada se žuč zamuti zbog bakterija i bijelih krvnih stanica te nastaje tekućina koja se naziva gnoj. Ako je cistični vod začepljen gnoj ne može izaći izvan mjehura te se nakuplja unutar lumena a infekcija se širi na stijenke mjehura koje postanu otečene a žučni mjehur postane napet. Kada je žučnjak napunjen gnojem ovo se naziva empijem žučnjaka (lat. Empiema vesicae fellae)
|  | Molimo pročitajte upozorenje o korištenju medicinskih informacija. Ne provodite liječenje bez savjetovanja s liječnikom! |